# Mont Arethusa
Le mont Arethusa, en anglais : Mount Arethusa, est une montagne située dans les Rocheuses canadiennes dans la province d'Alberta, au Canada. Il se trouve le long de la Highway 40, immédiatement à l'est du parking de Highwood Pass dans le pays de Kananaskis, et fait partie du chaînon Misty au sein des chaînons continentaux.
Le mont Arethusa et Little Arethusa forment la paroi sud du cirque Ptarmigan qui est un lieu de randonnée accessible depuis le Highwood Pass.